# Filmfestival van Venetië 2022
Het 79ste Filmfestival van Venetië is een internationaal filmfestival dat plaats vond in Venetië, Italië van 31 augustus tot en met 10 september 2022.
Op 4 mei 2022 werd bekendgemaakt dat Paul Schrader een Gouden Leeuw voor Lifetime Achievement zal ontvangen. Op 1 juni werd bekendgemaakt dat Catherine Deneuve eveneens een Gouden Leeuw voor Lifetime Achievement zal ontvangen.
Op 15 juli 2022 werd de jury voor de internationale competitie bekendgemaakt, en werd aangekondigd dat actrice Julianne Moore de rol van juryvoorzitter op zich zal nemen.
Op 25 juli 2022 werd bekendgemaakt dat de film White Noise was geselecteerd als de openingsfilm van het festival. Een dag later werden de overige films bekendgemaakt die te zien zullen zijn op het festival.

## Jury
De internationale jury:
| Naam                            | Beroep                                    | Land                      |
| ------------------------------- | ----------------------------------------- | ------------------------- |
| Julianne Moore (juryvoorzitter) | Actrice                                   | Verenigde Staten          |
| Mariano Cohn                    | Regisseur, scenarioschrijver en producent | Argentinië                |
| Leonardo Di Costanzo            | Regisseur en scenarioschrijver            | Italië                    |
| Audrey Diwan                    | Regisseur                                 | Frankrijk                 |
| Leila Hatami                    | Actrice                                   | Iran                      |
| Kazuo Ishiguro                  | Auteur en scenarioschrijver               | Japan Verenigd Koninkrijk |
| Rodrigo Sorogoyen               | Regisseur, scenarioschrijver en producent | Spanje                    |

## Officiële selectie

### Binnen de competitie
De volgende films werden geselecteerd voor de internationale competitie. De gearceerde film betreft de winnaar van de Gouden Leeuw.
| Film                             | Regisseur                   | Land                                                                        |
| -------------------------------- | --------------------------- | --------------------------------------------------------------------------- |
| All the Beauty and the Bloodshed | Laura Poitras               | Vlag van Verenigde Staten                                                   |
| Argentina, 1985                  | Santiago Mitre              | Vlag van Argentinië                                                         |
| Athena                           | Romain Gavras               | Vlag van Frankrijk                                                          |
| The Banshees of Inisherin        | Martin McDonagh             | Vlag van Ierland · Vlag van Verenigd Koninkrijk · Vlag van Verenigde Staten |
| Bardo                            | Alejandro González Iñárritu | Vlag van Mexico                                                             |
| Blonde                           | Andrew Dominik              | Vlag van Verenigde Staten                                                   |
| Bones and All                    | Luca Guadagnino             | Vlag van Verenigde Staten                                                   |
| Chiara                           | Susanna Nicchiarelli        | Vlag van Italië · Vlag van België                                           |
| Un couple                        | Frederick Wiseman           | Vlag van Frankrijk · Vlag van Verenigde Staten                              |
| Les enfants des autres           | Rebecca Zlotowski           | Vlag van Frankrijk                                                          |
| The Eternal Daughter             | Joanna Hogg                 | Vlag van Verenigd Koninkrijk · Vlag van Verenigde Staten                    |
| L' immensità                     | Emanuele Crialese           | Vlag van Italië · Vlag van Frankrijk                                        |
| Khers nist                       | Jafar Panahi                | Vlag van Iran                                                               |
| Love Life                        | Kôji Fukada                 | Vlag van Japan · Vlag van Frankrijk                                         |
| Les miens                        | Roschdy Zem                 | Vlag van Frankrijk                                                          |
| Monica                           | Andrea Pallaoro             | Vlag van Verenigde Staten · Vlag van Italië                                 |
| Saint Omer                       | Alice Diop                  | Vlag van Frankrijk                                                          |
| Shab, Dakheli, Divar.            | Vahid Jalilvand             | Vlag van Iran                                                               |
| Il signore delle formiche        | Gianni Amelio               | Vlag van Italië                                                             |
| The Son                          | Florian Zeller              | Vlag van Verenigd Koninkrijk                                                |
| Tár                              | Todd Field                  | Vlag van Verenigde Staten                                                   |
| The Whale                        | Darren Aronofsky            | Vlag van Verenigde Staten                                                   |
| White Noise (openingsfilm)       | Noah Baumbach               | Vlag van Verenigde Staten                                                   |

## Prijzen

### Binnen de competitie
- Gouden Leeuw: All the Beauty and the Bloodshed van Laura Poitras
- Grote Juryprijs: Saint Omer van Alice Diop
- Zilveren Leeuw: Luca Guadagnino voor Bones and All
- Coppa Volpi voor beste acteur: Colin Farrell voor The Banshees of Inisherin
- Coppa Volpi voor beste actrice: Cate Blanchett voor Tár
- Speciale Juryprijs: Khers Nist (of No Bear) van Jafar Panahi
- Premio Osella voor beste scenario: Martin McDonagh voor The Banshees of Inisherin
- Premio Marcello Mastroianni: Taylor Russell voor Bones and All

### Speciale prijzen
- Gouden Leeuw voor Lifetime Achievement: Paul Schrader en Catherine Deneuve.